# František Udržal
František Udržal (Dolní Roveň, 3 de enero de 1866-Praga, 25 de abril de 1938) fue un político checoslovaco, primer ministro de la Primera República durante el periodo de entreguerras.

## Biografía
Nació en Dolní Roveň (Bohemia, Imperio austríaco), el 3 de enero de 1866.
Miembro del Partido Agrario, fue ministro de defensa en 2 ocasiones entre el 26 de septiembre de 1921 y el 9 de diciembre de 1925 y entre el 12 de octubre de 1926 y el 16 de septiembre de 1929. Ejerció de primer ministro de Checoslovaquia en dos gobiernos consecutivos entre el 1 de febrero de 1929 y el 29 de octubre de 1932, gracias a una amplia coalición parlamentaria entre los agrarios, socialdemócratas, nacional demócratas y socialdemócratas alemanes. Falleció el 25 de abril de 1938 en Praga.